# Lijst van afleveringen van Lost (seizoen 5)
Deze lijst geeft een overzicht van de verschillende afleveringen van het vijfde seizoen van de Amerikaanse televisieserie Lost, dat werd uitgezonden van woensdag 21 januari 2009 tot woensdag 13 mei 2009. Dit seizoen telt 17 afleveringen. Ook de 100e aflevering van het programma is voor dit seizoen.
In dit seizoen volgen we eerst voornamelijk Ben en Jack, die proberen om de Oceanic 6 terug bij elkaar te brengen en zo met zijn allen terug te keren naar het eiland. Dat lukt hen uiteindelijk ook: door een vreemde samenloop van omstandigheden nemen ze allemaal (toevallig?) vlucht 316 van Ajira Airways en crashen ze terug op het eiland. De overgebleven eilandbewoners maken ondertussen vreselijke dingen mee: het eiland verplaatst zich constant door de tijd, wat enorme risico's voor hun gezondheid met zich meebrengt. Uiteindelijk stoppen die verplaatsingen zich en blijken ze vast te zitten in het jaar 1974. Ze worden opgenomen door The Dharma Initiative en behoren 3 jaar later nog altijd tot de groep. Maar dan keren hun vrienden terug naar het eiland...
Er wordt in dit seizoen heel veel gespeeld met Flashbacks en Flashforwards. Per aflevering blijft wel 1 figuur (soms ook meerdere) centraal staan, maar alle scènes zijn in real time op verschillende momenten door de tijd.

## Overzicht
| Nr. | Titel                                | Flashback/forward | Regisseur        | Schrijver(s)                          | Uitzenddatum     |  |
| --- | ------------------------------------ | ----------------- | ---------------- | ------------------------------------- | ---------------- |  |
| 5-01 (87) | Because you left                     | Oceanic 6         | Stephen Williams | Damon Lindelof & Carlton Cuse         | 21 januari 2009  |  |
| De overgebleven eilandbewoners beginnen de gevolgen van het verplaatsen van het eiland te voelen: het verplaatst zich niet in ruimte maar door de tijd. Jack en Ben proberen de Oceanic 6 terug bij elkaar te krijgen om naar het eiland terug te keren en zo het leven te redden van hun vrienden op het eiland. |                                      |                   |                  |                                       |                  |  |
| 5-02 (88) | The Lie                              | Hurley            | Jack Bender      | Edward Kitsis & Adam Horowitz         | 21 januari 2009  |  |
| Hurley en Sayid slaan op de vlucht voor de politie wanneer hun veilige haven niet meer zo veilig blijkt te zijn. Onbekende krachten vallen de overgebleven eilandbewoners aan en een oude vriend geeft Kate een schokkend advies om er zo zeker van te zijn dat 'de leugen' geheim blijft. Ben ontdekt dat hij maar 72 uur heeft om iedereen terug bijeen te krijgen. |                                      |                   |                  |                                       |                  |  |
| 5-03 (89) | Jughead                              | Desmond           | Rod Holcomb      | Elizabeth Sarnoff & Paul Zbyszewski   | 28 januari 2009  |  |
| Desmond gaat op zoek naar Daniel Faradays moeder, die hem misschien kan helpen met het stoppen van de verplaatsingen van het eiland door de tijd. Via Charles Widmore ontdekt hij dat ze in Los Angeles is. Locke ontdekt wie de overgebleven eilandbewoners aanvalt. Faraday moet een waterstofbom ontmantelen. |                                      |                   |                  |                                       |                  |  |
| 5-04 (90) | The Little Prince                    | Kate              | Stephen Williams | Brian K. Vaughan & Melinda Hsu Taylor | 4 februari 2009  |  |
| Op weg naar The Orchid verplaatst het eiland zich weer, ditmaal naar enkele dagen na de crash. Door de bosjes maakt Sawyer de geboorte van Aaron mee. Daarna verplaatst het eiland zich weer, nu naar 1988. Daar wordt Jin door een groep Franse schipbreukelingen aan boord getrokken. Het blijkt de groep van wetenschappers te zijn, waar ook Danielle Rousseau deel van uitmaakt. Ondertussen realiseert Kate zich (in 2007) dat Ben achter Aaron aanzit. |                                      |                   |                  |                                       |                  |  |
| 5-05 (91) | This Place is Death                  | Sun & Jin         | Paul Edwards     | Edward Kitsis & Adam Horowitz         | 11 februari 2009 |  |
| In 1988 wordt het team van Jin en Rousseau aangevallen door het rookmonster op weg naar de radiotoren. Charlotte bekent, net voor ze sterft, dat ze op het eiland geboren is. Locke verlaat het eiland op dezelfde manier als Ben dat deed: door aan het grote rad te draaien in The Orchid. Ben brengt ondertussen Sun en Jack naar Eloise Hawking, Daniels moeder. Daar komt Desmond ook net aan. |                                      |                   |                  |                                       |                  |  |
| 5-06 (92) | 316                                  | Jack              | Stephen Williams | Damon Lindelof & Carlton Cuse         | 18 februari 2009 |  |
| Eloise Hawking geeft de Oceanic Six een manier om terug op het eiland te geraken. Jack, Kate, Hurley, Sun, Sayid, Ben en het lijk van Locke gaan allemaal aan boord van vlucht 316 van Ajira Airways. Frank Lapidus is toevalligerwijze de piloot van de vlucht. Na een aantal witte flitsen en hevige turbulentie, ontwaakt Jack terug op het eiland en vindt er Kate en Hurley terug. Jin vindt hen drie terug in de jungle. |                                      |                   |                  |                                       |                  |  |
| 5-07 (93) | The Life and Death of Jeremy Bentham | Locke             | Jack Bender      | Damon Lindelof & Carlton Cuse         | 25 februari 2009 |  |
| Na de crash van vlucht 316 blijkt dat Locke weer leeft. Hij wordt ondervraagd omdat hij niet op de passagierslijst blijkt te staan en hij vindt bij de gewonde passagiers ook Benjamin Linus terug. In een lange flashback is te zien wat er met hem gebeurd is nadat hij aan het wiel draaide: hij ontwaakte in de woestijn en werd er opgevangen door medewerkers van Charles Widmore. Samen met Matthew Abadon gaat hij dan op reis om de Oceanic 6 te overtuigen terug te keren naar het eiland (maar Sun bezoekt hij niet, op verzoek van Jin). Ze weigeren allemaal terug te keren. John wil dan zichzelf ophangen, maar wordt door Ben net op tijd gered. Maar na wat essentiële informatie met hem gedeeld te hebben, vermoordt Ben hem. |                                      |                   |                  |                                       |                  |  |
| 5-08 (94) | LaFleur                              | Sawyer            | Mark Goldman     | Elizabeth Sarnoff & Kyle Pennington   | 4 maart 2009     |  |
| Nadat Locke aan het wiel draaide, stoppen de verplaatsingen van het eiland en bevinden Sawyer, Juliette, Daniel, Miles en Jin zich in 1974. Ze trekken door het woud en komen 2 others tegen die een vrouw bedreigen. Sawyer en Juliette schieten de twee dood en redden de vrouw. Haar naam is Amy en ze hoort bij The Dharma Initiative. Ze neemt hen mee naar haar kamp en Sawyer wordt ondervraagd door Horace Goodspeed, de leider van de groep. Sawyer verzint dan een leugen over hun oorsprong en hij geeft zichzelf ook een nieuwe naam, Jim LaFleur. Horace vertelt hem dat ze de volgende ochtend met de duikboot naar Tahiti worden gebracht. Maar die nacht verschijnt Richard Alpert in het kamp, en hij wil wraak voor zijn twee vermiste mannen. Sawyer gaat hem kalmeren en kan zo Richard overtuigen niets terug te doen: hij heeft hun wapenstilstand doorbroken en niet The Dharma Initiative. Door deze deal krijgt Sawyer twee extra weken op het eiland van Horace. Maar blijkbaar maken ze drie jaar later nog altijd deel uit van The Dharma Initiative. Op het einde van de aflevering wordt Sawyer door Jin weer verenigd met Kate, Jack en Hurley. |                                      |                   |                  |                                       |                  |  |
| 5-09 (95) | Namaste                              | Verschillende     | Jack Bender      | Paul Zbyszewski & Brian K. Vaughan    | 18 maart 2009    |  |
| Sawyer moet snel handelen om Jack, Hurley en Kate te kunnen opnemen in The Dharma Initiative. Maar dat is buiten Sayid gerekend, die alleen en geboeid door de jungle loopt. Ondertussen beseffen Sun en Frank Lapidus in 2008 dat hun vrienden vastzitten in 1977. |                                      |                   |                  |                                       |                  |  |
| 5-10 (96) | He's Our You                         | Sayid             | Greg Yaitanes    | Edward Kitsis & Adam Horowitz         | 25 maart 2009    |  |
| In 1977 weigert Sayid mee te werken met Sawyer en de overige Dharma leden. Ze beslissen om hem te doden. Een jonge Benjamin Linus helpt Sayid ontsnappen, maar Sayid schiet Ben neer eenmaal hij ontsnapt is. We komen ook te weten waarom Sayid geboeid aan boord van vlucht 316 kwam. |                                      |                   |                  |                                       |                  |  |
| 5-11 (97) | Whatever Happened, Happened          | Kate              | Bobby Roth       | Damon Lindelof & Carlton Cuse         | 1 april 2009     |  |
| Jin brengt de zwaargewonde (jonge) Ben terug naar het kamp en Juliet probeert zijn leven te redden. Ze heeft echter niet genoeg ervaring, en daarom vraagt Sawyer aan Jack om Ben te helpen. Jack weigert, waarop Kate besluit om het leven van Ben te redden door hem naar The Others te brengen en daar hulp te zoeken. In een aantal flashbacks zien we wat Kate met Aaron heeft gedaan voor ze besloot om ook mee terug naar het eiland te gaan. |                                      |                   |                  |                                       |                  |  |
| 5-12 (98) | Dead is Dead                         | Ben               | Stephen Williams | Brian K. Vaughan & Elizabeth Sarnoff  | 8 april 2009     |  |
| In 2007 is Ben verbaasd als hij John Locke naast zijn bed ziet zitten als hij ontwaakt. John wil weten waarom Ben hem heeft vermoord. Ben vertelt dat hij dit moest doen- John had wat belangrijke informatie en eens hij die gedeeld had, moest John dood- want dat was de enige manier om de Oceanic 6 terug bij elkaar te brengen. Ben wil terugkeren naar het grote eiland om er voor het rookmonster te verschijnen en veroordeeld te worden omdat hij de regels gebroken heeft (hij is teruggekeerd naar het eiland) en voor zijn daden uit het verleden. Samen met Locke keert Ben terug naar het eiland. Locke wijst hem erop dat hij niet veroordeeld moet worden voor zijn daden of terugkeer, maar wel voor de dood van zijn dochter Alex. In Bens oude huis vinden ze Sun en piloot Frank Lapidus terug. Ben probeert het monster op te roepen, maar het verschijnt niet. John besluit daarop het monster op te zoeken in de tempel. Daar verschijnt Ben voor het monster en krijgt ook Alex te zien: die maant hem aan om vanaf nu te luisteren naar Locke, anders zal zij hem vermoorden- wat hij ook beloofd te doen. Lapidus wordt ondertussen gevangengenomen bij zijn terugkeer op het kleine eiland door Ilana en haar handlangers. |                                      |                   |                  |                                       |                  |  |
| 5-13 (99) | Some Like it Hoth                    | Miles             | Jack Bender      | Melinda Hsu Taylor & Greggory Nations | 15 april 2009    |  |
| Roger (de vader van Ben) vermoedt dat Kate iets te maken heeft met de verdwijning van zijn zoon uit de ziekenzaal. Miles moet (tegen zijn zin) samenwerken met Hurley om een lijk af te leveren bij Dr. Chang, een hoge Dharma chef en zijn vader. We komen ook te weten hoe Miles zijn gave om met de doden te praten ontdekte en hoe hij aan boord van het fregat kwam. |                                      |                   |                  |                                       |                  |  |
| 5-14 (100) | The Variable                         | Daniel Faraday    | Paul Edwards     | Edward Kitsis & Adam Horowitz         | 29 april 2009    |  |
| Daniel Faraday keert terug naar het eiland om de bewoners te waarschuwen over een ramp in The Swan. Jack, Kate en Daniel beginnen een vuurgevecht met The Dharma Initiative, waardoor zij op hun beurt achter Juliet en Sawyer aangaan. We zien ook meer over Daniels verleden en zijn ouders: Eloise Hawking & Charles Widmore. |                                      |                   |                  |                                       |                  |  |
| 5-15 (101) | Follow the Leader                    | Verschillende     | Stephen Williams | Paul Zbyszewski & Elizabeth Sarnoff   | 6 mei 2009       |  |
| In 1977 beslist Jack om het advies van Daniel te volgen en de waterstofbom te laten ontploffen. Kate is het daar niet mee eens en keert terug naar het dorp. Dr. Chang kan zijn collega's overtuigen het eiland te ontruimen. Sawyer, Juliet en Kate moeten ook aan boord van de duikboot. Ondertussen neemt Locke (in 2007) zijn plaats in als leider van 'The Others' en beslist om met zijn groep Jacob te gaan bezoeken (en te vermoorden). |                                      |                   |                  |                                       |                  |  |
| 5-16 & 5-17 (102-103) | The Incident (deel I & II)           | Jacob             | Jack Bender      | Damon Lindelof & Carlton Cuse         | 13 mei 2009      |  |
| In 2007 zijn Locke, Ben en de Anderen nog altijd op weg naar Jacob. Jacob woont in de voet van het gigantische standbeeld van Taweret dat ooit op het eiland stond en Richard leidt de groep ernaartoe. Locke wil nog altijd Jacob vermoorden en wil ook dat Ben die taak uitvoert. Als Ben vraagt waarom hij dat moet doen, vraagt Locke zich af waarom hij het niet zou doen: in 30 jaar tijd heeft hij altijd ten dienste gestaan van het eiland en toch is zijn dochter dood en werd hij verbannen. Ondertussen zijn Ilana en haar handlangers de groep gevolgd. Ze ontmoeten de Anderen bij de kolos en laten hen zien wat ze gevonden hebben in het ruim van het vliegtuig: het lijk van John Locke. De levende 'Locke' en Ben zitten ondertussen bij Jacob. Die vraagt aan Ben om Lockes plan niet uit te voeren, maar de harde woorden van John zinderen nog na bij Ben en uiteindelijk vermoordt Ben Jacob. In 1977 probeert Jack (samen met Sayid, Richard en Eloise) de waterstofbom te ontmantelen: ze moeten hem tot ontploffing brengen bij 'The Swan' als ze willen dat hun plan slaagt. Ondertussen kapen Juliet, Sawyer en Kate de duikboot en kunnen ze terugkeren naar het eiland. Jack en Sayid trekken naar 'The Swan', maar moeten daarvoor door het Dharma dorp. Ze worden opgemerkt en beschoten door de andere bewoners (Sayid wordt ook geraakt), maar kunnen dankzij de hulp van Hurley, Miles en Jin toch het dorp ontvluchten. Op weg naar 'The Swan' komen ze in de jungle Sawyer, Juliet en Kate tegen. Sawyer probeert Jack van zijn plan te doen afzien, maar Jack zet door. Met behulp van zijn vrienden slaagt Jack in zijn plan en kan hij de bom in de boorput gooien. Maar er gebeurt niet meteen iets. De boor zelf heeft ondertussen het elektromagnetisch veld geraakt en begint (zoals een magneet) metaal aan te trekken. Een losliggende ketting sleurt Juliet mee de put in. Sawyer probeert haar te redden, maar moet haar loslaten. Juliet valt, maar is niet onmiddellijk dood. Ze ligt vlak naast de bom. Ze slaat met een steen tegen de bom aan, vervolgens is er een wit scherm te zien en is de aflevering afgelopen. |                                      |                   |                  |                                       |                  |  |